# Шаповаленко, Семён Тихонович
Семён Тихонович Шаповаленко (17.09.1913 — 07.02.1942) — командир взвода мотострелкового пулемётного батальона 4-й гвардейской танковой бригады 57-й армии Южного фронта, гвардии старшина. Герой Советского Союза.

## Биография
Родился 4 сентября 1913 года в селе Калиновка ныне Витовского района Николаевской области Украины в крестьянской семье. Украинец. Работал комбайнёром колхоза в селе Константиновка.
В Красной Армии в 1935—1937, 1939—1940 годах и с 1941 года. Участник советско-финской войны 1939—1940 годов. На фронте в Великую Отечественную войну с июня 1941 года.
Командир взвода мотострелкового пулемётного батальона 4-й гвардейской танковой бригады кандидат в члены ВКП(б) гвардии старшина Семён Шаповаленко неоднократно отличался в боевых действиях осенью 1941 года под Донецком. 7 февраля 1942 года при отражении контратак пехоты и танков противника у села Степановка Краснокутского района Харьковской области в критический момент боя гвардеец бросился с противотанковыми гранатами под головной вражеский танк.
Похоронен в селе Степановка Краснокутского района Харьковской области Украины.
Указом Президиума Верховного Совета СССР «О присвоении звания Героя Советского Союза начальствующему и рядовому составу Красной Армии» от 27 марта 1942 года за «образцовое выполнение боевых заданий командования и проявленные при этом отвагу и геройство» удостоен звания Героя Советского Союза. 
Награждён орденом Ленина.
В родном селе Калиновка именем Героя названы улица и библиотека. В городе Николаев имя Шаповаленко С. Т. увековечено на стеле Героев.